# Aleurothrixus bondari
Aleurothrixus bondari là một loài côn trùng cánh nửa trong họ Aleyrodidae, phân họ Aleyrodinae.
Aleurothrixus bondari được Costa Lima miêu tả khoa học đầu tiên năm 1942.